# Itapororoca
Itapororoca is een gemeente in de Braziliaanse deelstaat Paraíba. De gemeente telt 16.573 inwoners (schatting 2009).